# Прокопије Вјатски
Свети Прокопије Вјатски (рус. Прокопий Вятский, 1578 — 1627) је хришћански светитељ. Прокопије је био сељачки син, рођен као Прокопије Максимович Плушков (рус. Прокопий Максимович Плушков). Рођен је у Русији, у селу Корјакинскаја, недалеко од града Хљинова (данас Киров), у Вјатској области (данас Кировска област).
У својој двадесетој години почео је да се подвизава као јуродиви. У хришћанској традицији се верује да га је Бог прославио даром прозорљивости и чудотворства и да је предсказао своју смрт. Заклан је од сродника 1627. године. Хришћани верују да су његове мошти чудотворне. Мошти му се налазе се у Успенском Трифоновском манастиру у Кирову.
Православна црква слави га 21. децембра по црквеном, а 3. јануара по грегоријанском календару.